# Borata
Borata ist ein Ort im Distrikt Mafeteng im Königreich Lesotho.

## Lage
Der Ort liegt im Westen des Landes, direkt an der Grenze zum Distrikt Mohale’s Hoek und etwa 5 km östlich der Grenze zu Südafrika auf einer Höhe von ca. 1700 m. Im Umkreis des Ortes liegen die Missionsstationen Maboloka und Kotoanyane sowie der Ort Mokoroane (Südwesten). Östlich des Ortes verläuft die Verkehrsroute A2.

## Klima
Das Klima ist gemäßigt warm.